# Izi (Rapper)
Izi (* 30. Juli 1995 in Savigliano, Provinz Cuneo, als Diego Germini) ist ein italienischer Rapper.

## Werdegang
Geboren in der Provinz Cuneo, wuchs Germini in Cogoleto (Metropolitanstadt Genua) auf. Mit 17 Jahren brach er die Schule ab und verließ sein Zuhause, woraufhin er sich ohne festen Wohnsitz durchschlug und schließlich ein diabetisches Koma erlitt. In der Zwischenzeit hatte er auch mit dem Schreiben und Interpretieren von Liedern begonnen, inspiriert von italienischen und internationalen Rappern, aber auch von den Cantautori.
Am Anfang seiner musikalischen Tätigkeit trug er wechselnde Pseudonyme, darunter Izi Erre. Später trat er ins Kollektiv Wild Bandana ein und nannte sich endgültig Izi (in Assonanz zu englisch easy). 2016 erhielt er im Film Zeta von Cosimo Alemà die Hauptrolle als junger, aufstrebender Rapper. Nach Erscheinen des Films veröffentlichte Izi sein erstes Album Fenice, dem die Single Scusa vorausging. Angekündigt durch die Single Pianto folgte im Mai 2017 das zweite Album Pizzicato. Darauf ist u. a. eine Kollaboration mit Fabri Fibra enthalten. Das Album erreichte auf Anhieb die Spitze der Charts.

## Diskografie

### Alben
| Jahr | Titel Musiklabel              | Höchstplatzierung, Gesamtwochen, AuszeichnungChartplatzierungen (Jahr, Titel, Musiklabel, Platzierungen, Wochen, Auszeichnungen, Anmerkungen) | Höchstplatzierung, Gesamtwochen, AuszeichnungChartplatzierungen (Jahr, Titel, Musiklabel, Platzierungen, Wochen, Auszeichnungen, Anmerkungen) | Anmerkungen                                               |
| Jahr | Titel Musiklabel              | IT | CH | Anmerkungen                                               |
| ---- | ----------------------------- | --- | --- | --------------------------------------------------------- |
| 2016 | Fenice Sony Music Italy       | IT3 Platin · (31 Wo.)IT | — | Erstveröffentlichung: 13. Mai 2016 Verkäufe: + 50.000     |
| 2017 | Pizzicato Sony Music Italy    | IT1 Platin · (37 Wo.)IT | — | Erstveröffentlichung: 5. Mai 2017 Verkäufe: + 50.000      |
| 2019 | Aletheia Island Records (UMG) | IT1 Platin · (56 Wo.)IT | CH94 (1 Wo.)CH | Erstveröffentlichung: 10. Mai 2019 Verkäufe: + 50.000     |
| 2020 | Riot Island Records (UMG)     | IT2 Gold · (10 Wo.)IT | — | Erstveröffentlichung: 30. Oktober 2020 Verkäufe: + 25.000 |

### Singles
| Jahr | Titel Album                    | Höchstplatzierung, Gesamtwochen, AuszeichnungChartsChartplatzierungen (Jahr, Titel, Album, Platzierungen, Wochen, Auszeichnungen, Anmerkungen) | Anmerkungen                                                                  |
| Jahr | Titel Album                    | IT | Anmerkungen                                                                  |
| --- | ------------------------------ | --- | ---------------------------------------------------------------------------- |
| 2016 | Chic Fenice                    | IT87 ×4Vierfachplatin · (7 Wo.)IT | Erstveröffentlichung: 11. März 2016 Verkäufe: + 400.000                      |
| 2016 | Scusa Fenice                   | IT87 Gold · (2 Wo.)IT | Erstveröffentlichung: 15. April 2016 Verkäufe: + 25.000; feat. Moses Sangare |
| 2017 | Pianto Pizzicato               | IT80 (2 Wo.)IT | Erstveröffentlichung: 17. Februar 2017                                       |
| 2017 | Volare Pizzicato               | IT33 Platin · (5 Wo.)IT | Erstveröffentlichung: 21. April 2017 Verkäufe: + 50.000                      |
| 2017 | Tutto torna Pizzicato          | IT80 (1 Wo.)IT | Erstveröffentlichung: 5. Mai 2017                                            |
| 2018 | Fumo da solo Aletheia          | IT2 Platin · (14 Wo.)IT | Erstveröffentlichung: 5. Oktober 2018 Verkäufe: + 50.000                     |
| 2019 | Magico –                       | IT36 (1 Wo.)IT | Erstveröffentlichung: 25. Januar 2019                                        |
| 2019 | Dammi un motivo Aletheia       | IT55 Gold · (6 Wo.)IT | Erstveröffentlichung: 30. April 2018 Verkäufe: + 25.000                      |
| Folgende Lieder erschienen nicht als Single, wurden aber durch das Album zum Download und Streaming bereitgestellt und konnten somit eine Platzierung erlangen: |                                | |                                                                              |
| |                                | |                                                                              |
| 2017 | Wild Bandana Pizzicato         | IT33 Platin · (21 Wo.)IT | Verkäufe: + 50.000; feat. Tedua & Vaz Tè                                     |
| 2017 | Dopo esco Pizzicato            | IT55 (2 Wo.)IT | feat. Fabri Fibra                                                            |
| 2017 | Na Na Na Pizzicato             | IT57 (1 Wo.)IT |                                                                              |
| 2017 | Pizzicato                      | IT62 (1 Wo.)IT |                                                                              |
| 2017 | Come me Pizzicato              | IT66 (1 Wo.)IT | feat. Enzo Dong                                                              |
| 2017 | Distrutto Pizzicato            | IT68 (2 Wo.)IT |                                                                              |
| 2017 | Fuori Pizzicato                | IT79 (1 Wo.)IT |                                                                              |
| 2017 | RSCN Pizzicato                 | IT91 (1 Wo.)IT |                                                                              |
| 2019 | 48h Aletheia                   | IT2 Platin · (18 Wo.)IT | feat. Sfera Ebbasta Verkäufe: + 50.000                                       |
| 2019 | Weekend Aletheia               | IT11 Gold · (4 Wo.)IT | Verkäufe: + 35.000                                                           |
| 2019 | Volare II Aletheia             | IT22 (3 Wo.)IT |                                                                              |
| 2019 | Pace Aletheia                  | IT25 (2 Wo.)IT |                                                                              |
| 2019 | OK Aletheia                    | IT34 (2 Wo.)IT | feat. Speranza                                                               |
| 2019 | Dolcenera Aletheia             | IT36 (2 Wo.)IT |                                                                              |
| 2019 | Il nome della rosa Aletheia    | IT38 (2 Wo.)IT |                                                                              |
| 2019 | A’dam Aletheia                 | IT39 (2 Wo.)IT |                                                                              |
| 2019 | Carioca Aletheia               | IT42 (2 Wo.)IT |                                                                              |
| 2019 | Uh, che peccato! Aletheia      | IT56 (1 Wo.)IT |                                                                              |
| 2019 | San Giorgio Aletheia           | IT61 (1 Wo.)IT | feat. Heezy Lee & Josh                                                       |
| 2019 | Pasta e molliche Aletheia      | IT64 (1 Wo.)IT |                                                                              |
| 2019 | Grande Aletheia                | IT69 (1 Wo.)IT |                                                                              |
| 2019 | Zorba Aletheia                 | IT86 (1 Wo.)IT |                                                                              |
| 2019 | Mammastomale Machete Mixtape 4 | IT9 Platin · (11 Wo.)IT | Machete, Gemitaiz & Izi feat. Salmo Verkäufe: + 50.000                       |
| 2020 | Manhattan Vita Vera Mixtape    | IT8 Gold · (3 Wo.)IT | mit Tedua, Vaz Tè, Guesan, Ill Rave & Chris Nolan Verkäufe: + 35.000         |
| 2020 | Al Pacino Riot                 | IT43 (1 Wo.)IT | feat. IDK                                                                    |
| 2020 | Flop Riot                      | IT45 (1 Wo.)IT | feat. Leon Faun                                                              |
| 2020 | Foto Riot                      | IT48 (1 Wo.)IT | feat. Gemitaiz & Madman                                                      |
| 2020 | Miami Ladies Riot              | IT60 (1 Wo.)IT | feat. Guè Pequeno & Elettra Lamborghini                                      |
| 2020 | Matrix Riot                    | IT63 (1 Wo.)IT | feat. Nayt                                                                   |
| 2020 | Pazzo Riot                     | IT65 (1 Wo.)IT | feat. Fabri Fibra                                                            |
| 2020 | Domani Riot                    | IT82 (1 Wo.)IT | feat. Federica Abbate & Piccolo G                                            |
| 2020 | Intro (Can’t Breathe) Riot     | IT85 (1 Wo.)IT | feat. Dax                                                                    |
| 2021 | Dio non è sordo Obe            | IT37 (2 Wo.)IT | mit Mace & Jack The Smoker feat. Jake La Furia                               |

Weitere Singles
- 2016: Tutto apposto (feat. Sfera Ebbasta) – Gold (25.000+)[7]
- 2016: Izis – Gold (25.000+)[7]
- 2016: Circonvalley – Gold (25.000+)[7]
- 2017: Niagara (mit Charlie Charles) – Gold (25.000+)[7]
- 2020: Girano (mit Bresh) – IT: Gold (50.000+)[7]

### Gastbeiträge
| Jahr | Titel Album                             | Höchstplatzierung, Gesamtwochen, AuszeichnungChartsChartplatzierungen (Jahr, Titel, Album, Platzierungen, Wochen, Auszeichnungen, Anmerkungen) | Anmerkungen |
| Jahr | Titel Album                             | IT | Anmerkungen |
| --- | --------------------------------------- | --- | --- |
| 2017 | Bimbi –                                 | IT3 ×2Doppelplatin · (25 Wo.)IT | Erstveröffentlichung: 24. März 2017 Verkäufe: + 100.000; Charlie Charles feat. Izi, Rkomi, Sfera Ebbasta, Tedua & Ghali |
| 2017 | Rap –                                   | IT15 Gold · (3 Wo.)IT | Erstveröffentlichung: 1. Dezember 2017 Verkäufe: + 25.000; Charlie Charles feat. Izi                                    |
| 2019 | Pregiudicati Re Senza Corona            | IT83 (1 Wo.)IT | Erstveröffentlichung: 4. Januar 2019 Gianni Bismark feat. Izi                                                           |
| 2020 | Stupida allegria Fortuna                | IT42 Gold · (2 Wo.)IT | Erstveröffentlichung: 9. Januar 2020 Verkäufe: + 35.000; Emma feat. Izi                                                 |
| 2020 | Benedetta VT2M                          | IT86 (1 Wo.)IT | Erstveröffentlichung: 20. August 2020 Vaz Te’ feat. Izi                                                                 |
| 2020 | Vivere Mentre Nessuno Guarda            | IT67 Gold · (2 Wo.)IT | Erstveröffentlichung: 8. September 2020 Verkäufe: + 35.000; Mecna feat. Izi                                             |
| 2024 | Hope –                                  | IT90 (1 Wo.)IT | Erstveröffentlichung: 3. Oktober 2024 Shablo feat. Izi & Joshua                                                         |
| 2025 | Senza tempo –                           | IT60 (1 Wo.)IT | Erstveröffentlichung: 3. Januar 2025 Sick Luke feat. Izi                                                                |
| Folgende Lieder erschienen nicht als Single, wurden aber durch das Album zum Download und Streaming bereitgestellt und konnten somit eine Platzierung erlangen: |                                         | | |
| |                                         | | |
| 2017 | 6 A.M. Pezzi                            | IT39 Gold · (2 Wo.)IT | Night Skinny feat. Guè Pequeno & Izi Verkäufe: + 25.000                                                                 |
| 2019 | Cazal Re Mida                           | IT30 Gold · (3 Wo.)IT | Lazza feat. Izi Verkäufe: + 35.000                                                                                      |
| 2019 | Mille strade Mattoni                    | IT18 (2 Wo.)IT | Night Skinny feat. Ketama126 & Izi                                                                                      |
| 2020 | Marte QVC9                              | IT17 (2 Wo.)IT | Gemitaiz feat. Izi |
| 2021 | Blueface Glory Days EP                  | IT33 Platin · (4 Wo.)IT | Verkäufe: + 100.000; Dizme & Vaz Tè feat. Izi & Tedua                                                                   |
| 2022 | Temporale X2                            | IT16 (3 Wo.)IT | Sick Luke feat. Izi, Ketama126 & Luchè                                                                                  |
| 2022 | Faccio cose X2                          | IT25 (1 Wo.)IT | Sick Luke feat. Jake La Furia, Fabri Fibra & Izi                                                                        |
| 2022 | Come stai Oro blu                       | IT31 Gold · (2 Wo.)IT | Verkäufe: + 50.000; Bresh feat. Shune & Izi                                                                             |
| 2024 | Tutto fuori controllo Maya              | IT15 Gold · (5 Wo.)IT | Verkäufe: + 50.000; Mace feat. Kid Yugi, Izi & Franco126                                                                |
| 2024 | Meteore Maya                            | IT31 (2 Wo.)IT | Mace feat. Izi, Centomilacarie & Gemitaiz                                                                               |
| 2024 | Lumiere Maya                            | IT35 (2 Wo.)IT | Emma feat. Izi, Ernia, Tony Boy & Digital Astro                                                                         |
| 2024 | Jolly Roger La Divina Commedia (Deluxe) | IT5 Gold · (4 Wo.)IT | Verkäufe: + 50.000; Tedua feat. Izi, Bresh, Disme & Vaz Tê                                                              |

Weitere Gastbeiträge
- 2015: Mercedes Nero (Sfera Ebbasta feat. Tedua & Izi) – IT: Platin (100.000+)[7]
- 2016: Aeroplanini di carta (Rkomi feat. Izi) – Platin (50.000+)[7]

## Filmografie
- 2016: Zeta – Regie: Cosimo Alemà